# Krzyż Żołnierzy Polskich z Ameryki

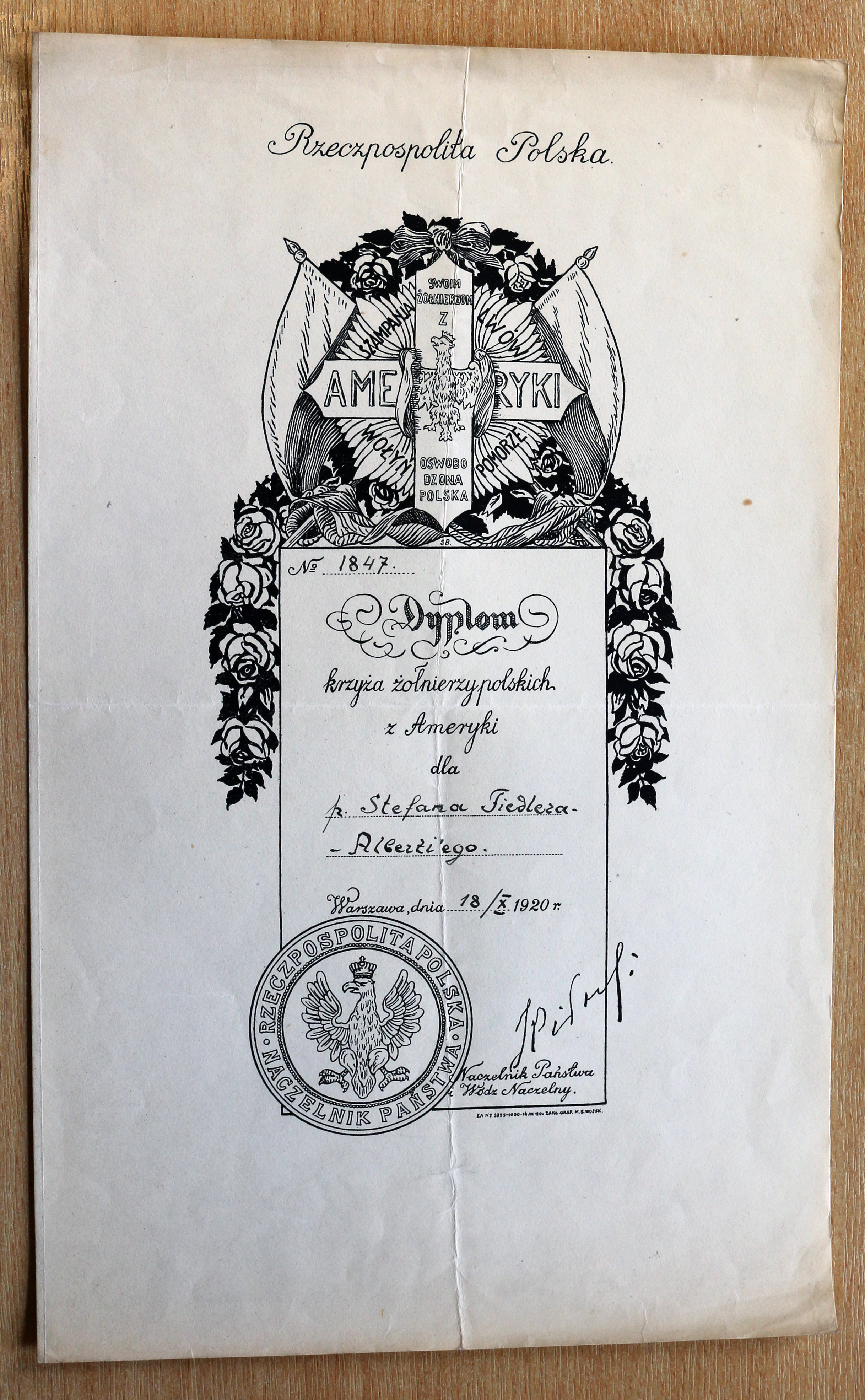
Dyplom krzyża żołnierzy polskich z Ameryki nr 1847 dla Stefana Fiedlera-Albertiego, 18-10-1920 r.

Krzyż Żołnierzy Polskich z Ameryki – polskie odznaczenie wojskowe II Rzeczypospolitej.
Krzyż został ustanowiony w 1920 roku rozkazem Józefa Piłsudskiego w celu uhonorowania ochotników z Kanady i USA, którzy przybyli do Polski, aby  bronić świeżo odzyskanej niepodległości. Krzyż nadawano do 1927 roku. 

## Opis odznaczenia
Odznaczenie ma formę wykonanego z brązu krzyża strzałkowego o wymiarach 55 x 55 mm. Pośrodku widnieje wizerunek orła w koronie, zaś na ramionach umieszczony jest napis SWOIM ŻOŁNIERZOM Z - AME - RYKI - OSWOBODZONA  POLSKA. Pomiędzy ramionami znajdują się pęki promieni, na których widnieją napisy SZAMPANIA - LWÓW - WOŁYŃ - POMORZE. Przez otwory między ramionami jest przewleczona biało-czerwona wstążka do zawieszania. Odwrotna strona krzyża jest gładka.
Około 1930 roku pojawiły się mniejsze krzyże (40 x 40 mm) o ramionach pokrytych białą emalią.
Krzyż był noszony po Krzyżu na Śląskiej Wstędze Waleczności i Zasługi.